# Stapleton (Geòrgia)
Stapleton és una població dels Estats Units a l'estat de Geòrgia. Segons el cens del 2000 tenia 318 habitants.

## Demografia
Segons el cens del 2000, Stapleton tenia 318 habitants, 110 habitatges, i 80 famílies. La densitat de població era de 70,2 habitants/km².
Dels 110 habitatges en un 44,5% hi vivien nens de menys de 18 anys, en un 50,9% hi vivien parelles casades, en un 18,2% dones solteres, i en un 26,4% no eren unitats familiars. En el 23,6% dels habitatges hi vivien persones soles el 6,4% de les quals corresponia a persones de 65 anys o més que vivien soles. El nombre mitjà de persones vivint en cada habitatge era de 2,78 i el nombre mitjà de persones que vivien en cada família era de 3,28.
Per edats la població es repartia de la següent manera: un 30,8% tenia menys de 18 anys, un 5,7% entre 18 i 24, un 27,4% entre 25 i 44, un 25,2% de 45 a 60 i un 11% 65 anys o més.
L'edat mediana era de 34 anys. Per cada 100 dones de 18 o més anys hi havia 84,9 homes.
La renda mediana per habitatge era de 35.288 $ i la renda mediana per família de 37.083 $. Els homes tenien una renda mediana de 35.208 $ mentre que les dones 17.500 $. La renda per capita de la població era de 15.829 $. Entorn del 17,1% de les famílies i el 20,4% de la població estaven per davall del llindar de pobresa.

## Poblacions properes
El següent diagrama mostra les poblacions més properes.